# Sun Jianai
Sun Jianai (chinois : 孙家鼐 ; pinyin : sūn jiānài), né le 7 avril 1827 et mort le 29 novembre 1909, est un fonctionnaire et éducateur chinois de la fin de la dynastie Qing, connu comme conseiller et tuteur de l'empereur Guangxu. Né dans l'Anhui, il réussit les examens impériaux et devient jinshi en 1859. Après avoir servi comme directeur de l'éducation au Hubei et à l'École du Palais des Princes, il est nommé tuteur du jeune empereur Guangxu aux côtés de Weng Tonghe. Il occupe divers postes administratifs au cours des années 1880 et 1890, notamment celui de président du Censorat, du ministère des Travaux publics, du ministère des Rites et du ministère des Nominations civiles. Il est un partisan de la création de ce qui allait devenir l'Université impériale de Pékin. L'empereur Guangxu nomme Sun directeur des affaires éducatives et ministre impérial de l'université. Durant la réforme des Cent Jours, il dirige l'ouverture de l'université et est l'un des plus proches conseillers de l'empereur durant cette période.
Modéré politiquement, Sun survit au coup d'État de l'impératrice douairière Cixi contre le mouvement réformiste et continue à gérer l'université. Pendant la révolte des Boxers, l'université est détruite et la maison de Sun est pillée par les Braves du Kansu. Après Cixi, il s'enfuit à Xi'an. Après la guerre, il est promu au poste de Grand Secrétaire du Tiran Ge et sert comme examinateur pour les examens impériaux métropolitains. Il revient à la direction de l'université en triade avec Zhang Baixi et Rongqing (zh) en 1904. Il est nommé président potentiel de l'Assemblée nationale consultative, mais il est décédé avant que l'organe ne puisse se réunir.

## Biographie

### Jeunesse et formation
Sun Jinai est né à Suzhou, Anhui, Chine Qing, le 7 avril 1827. Après avoir réussi les examens impériaux, condition préalable au service dans la bureaucratie d'État, il devint juren (en) en 1851, et jinshi en 1859 après des études à l'Académie Hanlin. Il sert pendant un certain temps comme directeur de l'éducation dans le Hubei et est nommé tuteur à l'École du Palais pour les Princes (上书房行走) en 1868. De 1878 à 1888, Sun est le tuteur personnel du jeune empereur Guangxu, aux côtés de l'éminent Weng Tonghe. Peu de temps après leur entrée en fonction, les deux tuteurs ont contrarié les fonctionnaires conservateurs mandchous après avoir recommandé que les loyalistes Ming du XVIIe siècle, Huang Zongxi et Gu Yanwu, soient consacrés au temple de Confucius de Pékin. Cependant, en raison de ses tendances politiques modérées, il peut conserver la faveur de l'impératrice douairière Cixi .
Sun est vice-président de divers ministères, certains en même temps que ses fonctions de tuteur ; il est vice-président du ministère des Travaux publics de 1879 à 1883, du ministère du Revenu de 1883 à 1887, du ministère de la Guerre de 1887 à 1889 et du ministère des Nominations civiles de 1889 à 1890. Il devient président du Censorat en 1890 ; deux ans plus tard, il est nommé conjointement président du ministère des Travaux publics et gouverneur de Pékin, poste qu'il occupera jusqu'en 1899. Aux côtés du général et homme d'État Li Hongzhang, Sun s'oppose à la défense par Weng d'une guerre contre le Japon à propos de la Corée, estimant que la Chine serait incapable de vaincre les Japonais. La faction de Weng réussit à pousser l'empereur Guangxu à soutenir le conflit, ce qui conduit à la première guerre sino-japonaise et à la défaite de la Chine en 1895. Après la guerre, Sun est chargé de créer une imprimerie d'État. Il est président du ministère des Rites en 1896-1897 et du ministère des Nominations civiles en 1897-1899.
En 1895, un groupe d'intellectuels dirigé par Wen Tingshi (zh) organise une société d'études appelée Qiangxuehui (zh) (強學會). À la demande du censeur Yang Chongyi (zh), l'empereur Guangxu interdit la société l'année suivante. Sun s'est approché de Guangxu et s'est prononcé en faveur de la société, faisant écho à la proposition de Li Hongzhang selon laquelle l'empereur devrait financer la création d'un dépôt de livres pour abriter la bibliothèque de la société. En réponse, l'empereur a nommé Sun surintendant du dépôt officiel de livres pour entretenir la bibliothèque .

### Les Cent Jours et l'Université Impériale

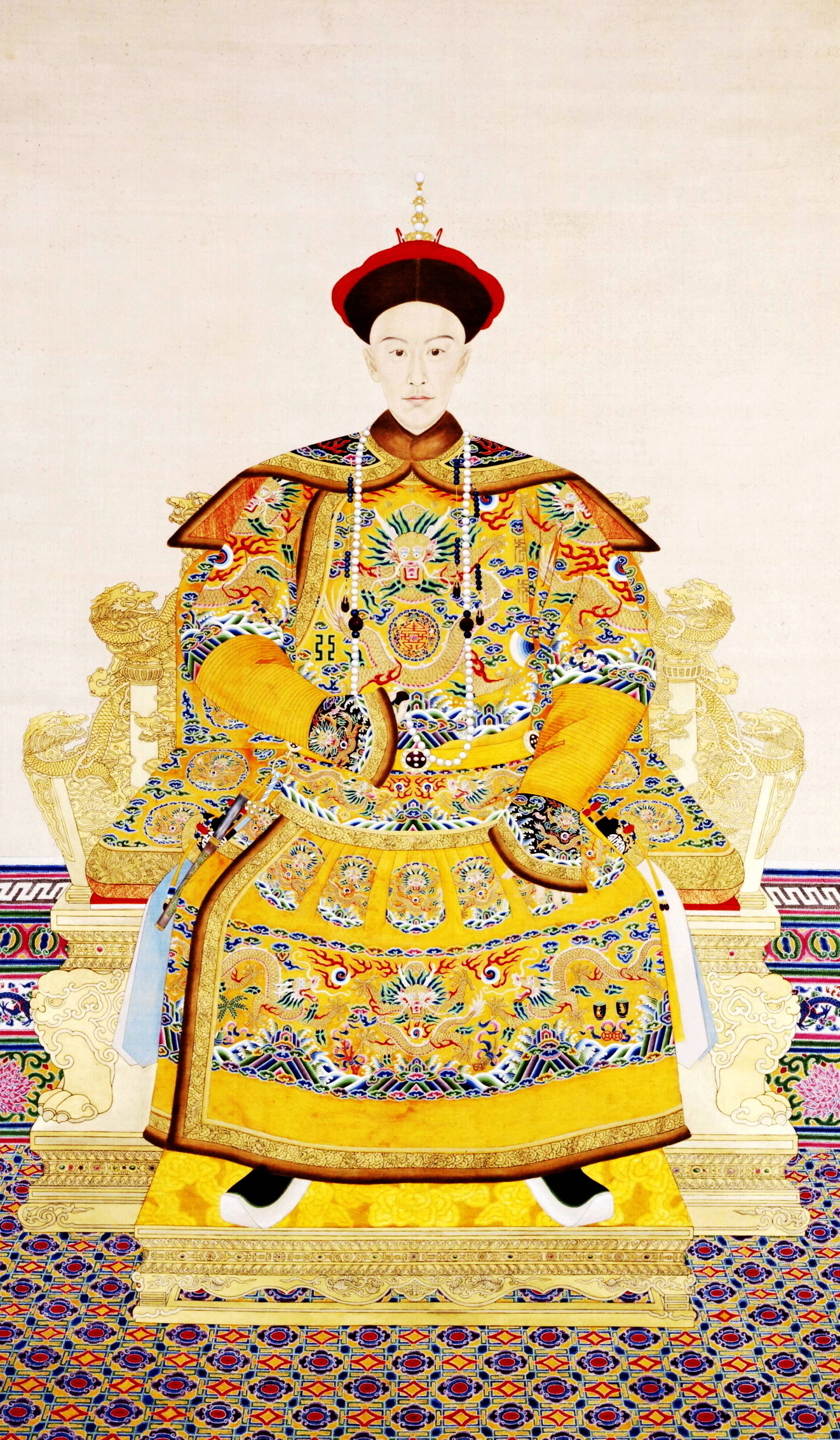
Sun est le tuteur et le conseiller de l'empereur Guangxu

Après l’humiliation de la guerre sino-japonaise, les responsables commencent à plaider en faveur de la création d’une université nationale pour renforcer et moderniser l’État chinois. En 1896, un mémorial apparemment du fonctionnaire Li Duanfen (zh) (mais probablement composé par son parent Liang Qichao) est envoyé à l'empereur Guangxu, demandant la création de l'université. Sun écrit en faveur de ce document, affirmant que les anciennes écoles gouvernementales de style occidental (comme les collèges navals ou le Tongwen Guan) n'enseignent que des compétences individuelles, plutôt qu'un cadre éducatif unifié . Il cherche à combiner l’éducation occidentale et chinoise en une seule institution. Sun critique ce qu'il considère comme une occidentalisation extrême au Japon, écrivant qu'il « ne doit absolument pas faire comme les Japonais, en renonçant à leur propre apprentissage au profit de l'apprentissage occidental ».
Sun souligne que les puissances occidentales ont investi de grandes quantités d'argent et de ressources dans leurs universités nationales et a préconisé qu'une telle institution soit située dans la capitale de Pékin, afin de servir de symbole culturel unificateur. Il crée un projet de programme pour l'institution qui mélange l'apprentissage occidental et chinois et se concentrait sur dix disciplines : l'astronomie, les classiques, la politique, la littérature, les sciences militaires, l'ingénierie, le commerce et la médecine. L'empereur approuve la création de l'université et nomme Sun directeur des affaires éducatives (管學大臣) afin de l'organiser  . Cependant, la création de l'université est retardée par des dirigeants conservateurs tels que Pujing (zh) et Gangyi, qui soulignent les dépenses requises par l'institution.
Le 11 juin 1898, l'empereur Guangxu lance la réforme des Cent Jours. Sun se révèle être l’un de ses fonctionnaires les plus dignes de confiance au cours de cette période et est fréquemment appelé à donner son avis sur les réformes proposées. Cependant, comme Sun n'est pas membre du Grand Conseil, il ne peut rencontrer l'empereur que six fois au cours des Cent Jours, communiquant principalement avec lui par écrit. En juillet, Sun écrit à l'empereur pour lui demander que le texte réformiste de Feng Guifen, Jiaobinlu kangyi (校邠廬抗議) soit imprimé et distribué parmi les fonctionnaires de la cour. L'empereur l'approuve le jour même et environ un millier d'exemplaires furent distribués le 1er août, avec des encouragements pour que les bureaucrates fassent des commentaires et des notes  .
Pendant les réformes, le censeur Song Bolu (zh) demande au gouvernement de reprendre la production du périodique de Liang à Shanghai, Shiwu Bao (zh) et le transformer en un journal officiel réformiste du gouvernement sous la direction de Liang. Sun accepte cette proposition, mais plaça Kang Youwei à la tête de la gazette à la place de Liang, qui est déjà chargé de projets de traduction. Cela contrarie Kang, qui souhaite rester à Pékin afin d’acquérir une influence politique au sein du gouvernement central. Kang tente de modifier les directives de Sun pour le journal afin d'obtenir un plus grand contrôle sur son contenu, mais est contraint de s'en remettre à la direction de Sun. Incapable de reprendre le contrôle du journal de Shanghai de son propriétaire Wang Kangnian (zh), Kang a tenté d’arrêter sa publication. Le vice-roi Zhang Zhidong a écrit à Sun pour lui demander si cette action est officiellement approuvée ; Sun a répondu que Kang agissait de sa propre initiative et devait être ignoré.
L'ouverture de l'université devient une priorité pour les réformateurs, un tiers de l'édit du 11 juin de l'empereur Guangxu inaugurant la campagne de réforme étant consacré à la création de l'institution. Sun est promu au poste de Grand Secrétaire adjoint. Sun charge Kang et Liang de préparer une charte et un ensemble de règlements pour l'université, qui sont approuvés le 3 juillet. Bien que proposé par des réformistes plus radicaux, Sun est considéré comme un modéré et chargé de servir en tant que premier ministre impérial de l'université, gérant ses opérations et son personnel  .

### Ministre des Universités

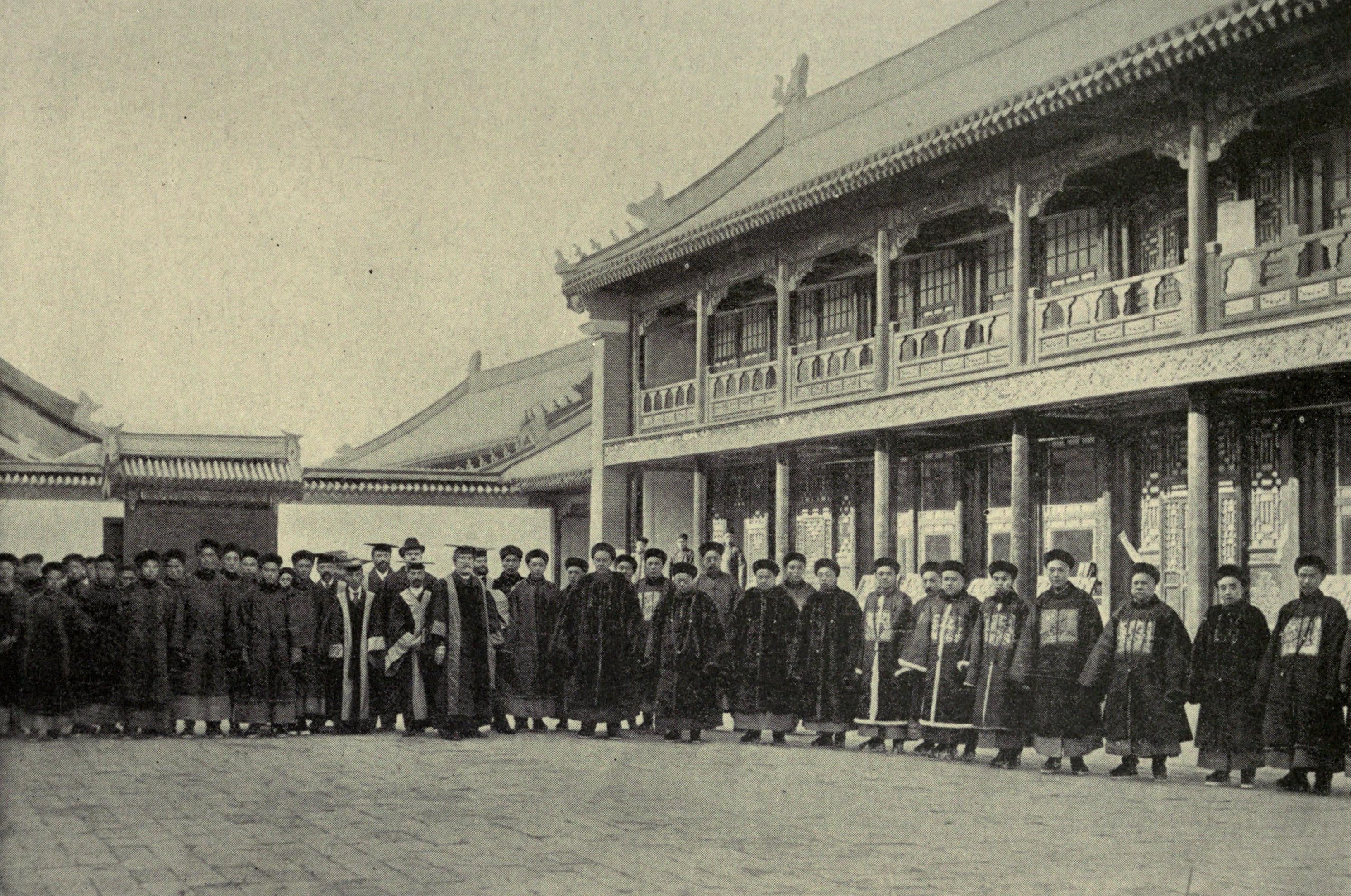
Faculté de l'Université Impériale avec WAP Martin

L'Université impériale de Pékin est officiellement fondée le 9 août. Sun a presque exclusivement embauché des administrateurs parmi les hauts fonctionnaires du gouvernement. Il a nommé Huang Shaoji (zh) compilateur de l'Académie Hanlin. en tant que superviseur universitaire, le diplomate Xu Jingcheng en tant que superviseur en chef de l'apprentissage du chinois et l'ancien directeur de Tongwen Guan W. P. Martin en tant que chef de faculté et superviseur de l'apprentissage occidental. La nomination de Martin par Sun a permis d'équilibrer le pouvoir entre les autres responsables chinois, permettant à Sun un plus grand contrôle sur l'institution par rapport à ses superviseurs. Cela est probablement aussi motivé par le conflit politique entre Sun et Kang, qui cherchait à être nommé au poste de superviseur. Comme Martin n'était pas un jinshi, Sun demanda au gouvernement impérial de lui accorder un poste bureaucratique nominal .
Sun a embauché un certain nombre d’instructeurs étrangers à des salaires bien plus élevés que leurs pairs chinois. Il s’agissait principalement de missionnaires, car le gouvernement ne souhaitait pas recruter de talents étrangers. Les ambassades occidentales dans la capitale ont fait pression pour que leurs ressortissants soient embauchés comme instructeurs. Sun a préconisé que l'université crée un bureau de traduction afin de compiler et de traduire des manuels étrangers destinés à être utilisés dans un système universitaire national envisagé. Cette demande, ainsi qu'une autre demande d'ouverture d'un établissement d'études médicales, est accordée par l'empereur . Il a également demandé qu'un collège soit créé à l'université à l'intention des fonctionnaires déjà titulaires de diplômes juren et jinshi, et que des agents universitaires soient envoyés au Japon pour étudier leur système d'enseignement supérieur .
Fin septembre, l'impératrice douairière Cixi lança un coup d'État, stoppa les réformes de l'empereur et purgea de nombreux fonctionnaires. L'université est la seule institution créée pendant la période de réforme à survivre, et Sun est en mesure de conserver son poste de président de l'institution. Dans un environnement plus conservateur, il a revu à la baisse ses projets antérieurs pour l'institution, affirmant que l'objectif premier de l'université est d'enseigner les classiques chinois. Cependant, les conservateurs au sein du gouvernement impérial continuèrent de s'opposer à l'université et, malgré le soutien politique du Grand Conseiller Ronglu, Sun est incapable d'obtenir le financement nécessaire à son expansion. Des rumeurs d'un complot contre l'empereur Guangxu ont conduit Sun à demander à se retirer de son poste, invoquant une mauvaise santé ; cela est rejeté à plusieurs reprises, mais il a finalement été autorisé à prendre sa retraite avec plein salaire à la fin de 1899 .

### Fin de vie

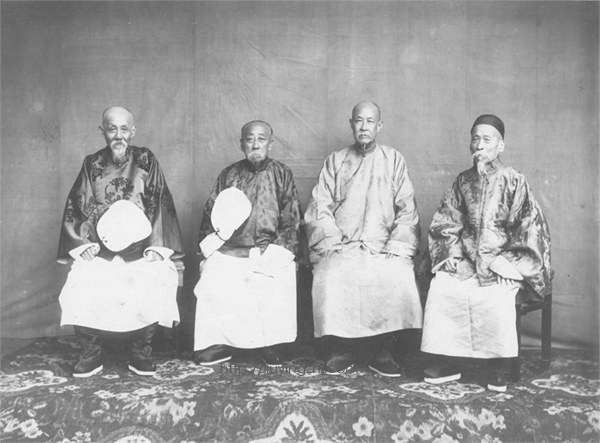
De gauche à droite : Wang Wenshao,, Sun Jianai et Yu Shi, c. 1903

Pendant la révolte des Boxers, la maison de Sun à Pékin est pillée par les Braves du Kansu en raison de ses liens avec l'empereur Guangxu. Les rebelles ont détruit l'Université impériale pendant les combats. Sun suivit Cixi jusqu'à la capitale provisoire de Xi'an, où il est à nouveau nommé président du ministère des nominations civiles l'année suivante. Au début de 1902, il devient le Grand Secrétaire du Tiran Ge . Il est l'un des huit examinateurs désignés pour les examens impériaux métropolitains de 1903 et 1904.
Afin de régler le conflit, Sun est nommé en 1904 pour gérer l'Université impériale rétablie aux côtés de son remplaçant initial au poste de président, Zhang Baixi, ainsi que du porte-étendard Rongqing (zh) en 1904. Cependant, en raison de l'âge de Sun, la plupart des décisions politiques sont prises par Zhang . Sun a siégé au sein d'une commission aux côtés de Qu Hongji pour étudier les gouvernements étrangers en vue d'éventuelles réformes, produisant des propositions à petite échelle en raison de l'opposition conservatrice. En 1908, il reçut le titre honorifique de Grand Tuteur de l'Héritier Présomptif. Il est nommé président présomptif de l'Assemblée nationale, mais il mourut le 29 novembre 1909, un an avant que l'Assemblée ne puisse se réunir. Il reçut le nom posthume de Wenzheng.